# Taygetis nymphosa
Taygetis nymphosa är en fjärilsart som beskrevs av Andreas Bergmann 1928. Taygetis nymphosa ingår i släktet Taygetis och familjen praktfjärilar. Inga underarter finns listade i Catalogue of Life.